# Woman Key
Woman Key est une île des Keys, archipel des États-Unis d'Amérique situé dans l'océan Atlantique au sud de la péninsule de Floride. Elle relève du Key West National Wildlife Refuge.